# Nomada sheppardana
Nomada sheppardana är en biart som först beskrevs av Kirby 1802.  Nomada sheppardana ingår i släktet gökbin, och familjen långtungebin. Inga underarter finns listade i Catalogue of Life.

## Bildgalleri

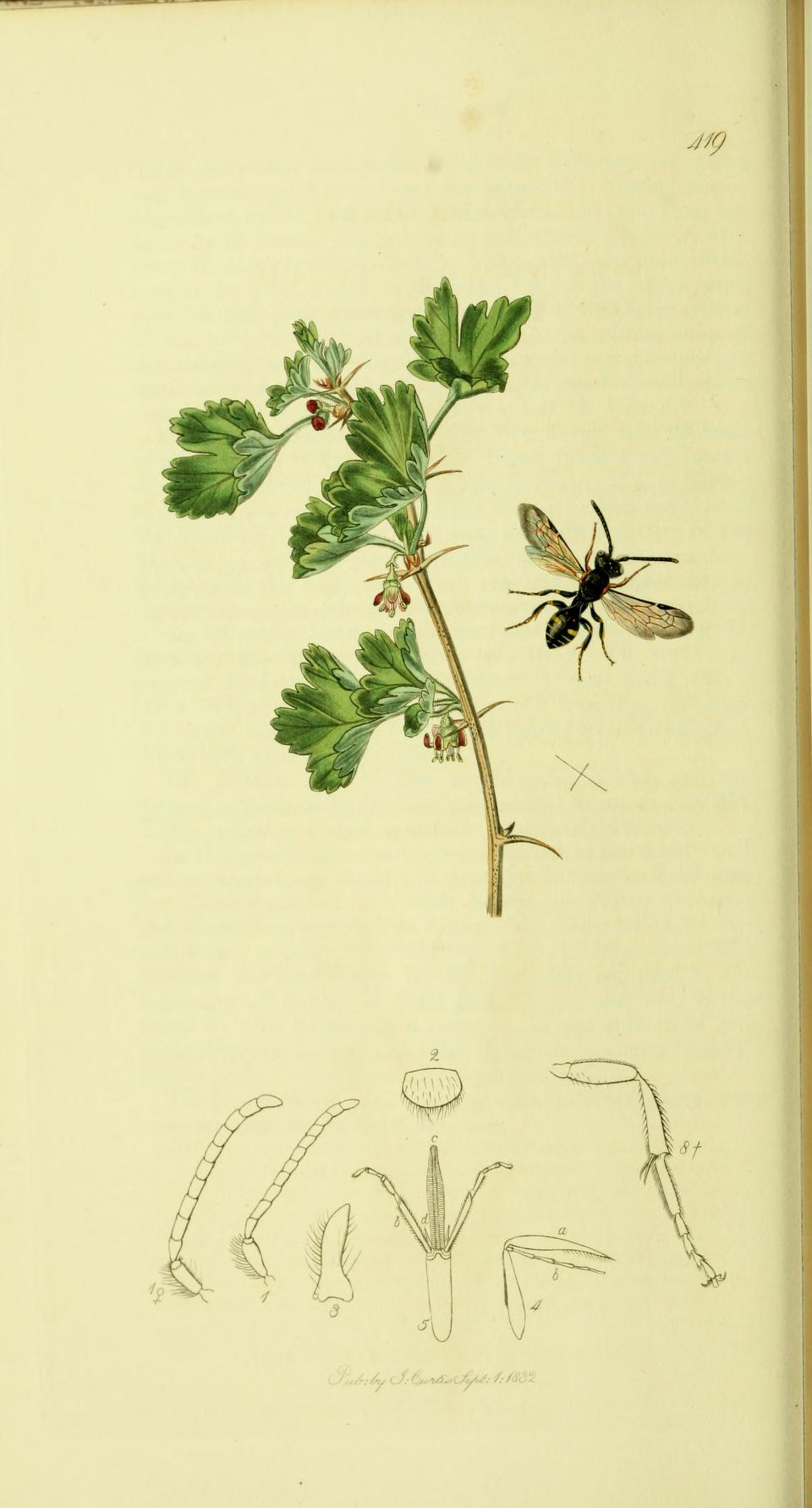